# نیروهای فضایی روسیه
نیروهای فضایی روسیه (روسی: Космические войска России، آوانگاری Kosmicheskie voyska Rossii, KV) نیروی فضایی زیرمجموعه نیروهای مسلح فدراسیون روسیه است، که در سال ۱۹۹۲ تأسیس شد.
این نیرو پس از ادغام نیروی هوایی روسیه و نیروهای دفاع هوافضای روسیه در ۱ اوت ۲۰۱۵، پس از انحلال این شاخه مستقل در سال ۲۰۱۱، دوباره تأسیس شد.
نیروهای فضایی روسیه که در ۱۰ اوت ۱۹۹۲ در کنار ایجاد نیروهای مسلح روسیه تشکیل شد و اولین نیروی فضایی مستقل در جهان بود. این سازمان کنترل پایگاه فضایی بایکونور را با روسکاسموس، آژانس فضایی فدرال، به اشتراک گذاشت. این سازمان همچنین پایگاه‌های فضایی پلستسک و سووبودنی را اداره می‌کرد. با این حال، نیروهای فضایی روسیه در ژوئیه ۱۹۹۷ منحل و در نیروهای موشکی استراتژیک ادغام شد.
نیروهای فضایی روسیه بار دیگر در ۱ ژوئن ۲۰۰۱، تحت سازماندهی مجدد نظامی، به‌عنوان یک نیروی مستقل اصلاح و دوباره تشکیل شد. با این حال، تا دسامبر ۲۰۱۱، بار دیگر منحل و این بار با نیروهای دفاع هوافضای روسیه جایگزین شد.
در ۱ اوت ۲۰۱۵، نیروی هوایی روسیه و نیروهای دفاع هوافضای روسیه برای تشکیل نیروهای هوافضای روسیه ادغام شدند. در نتیجه، نیروهای فضایی روسیه دوباره تأسیس شد و اکنون یکی از سه زیرشاخه نظامی جدید است.